# Unió d'es Pobble Baléà
Unió d'es Pobble Baléà (UPB) o també Unión del Pueblo Balear és un partit polític de l'illa de Mallorca, que fou creat el 1998 per Miquel Martorell Riera i Vicent Garau, candidat al Senat d'Espanya a les eleccions generals espanyoles de 2000. Es presenta com a alternativa al catalanisme nacionalista, al que acusa de tergiversar la història de les Illes Balears, raó per la qual ha mantingut alguna polèmica amb Maria Antònia Munar. També defensa una grafia proposada per s'Acadèmi de sa Llengo Baléà, contrària a la de l'Institut d'Estudis Catalans.
Es presentà a les eleccions municipals de 2003 després de proposar infructuosament un pacte al Partit Menorquí (Pmq), on protagonitzà un escàndol quan vuit candidats del partit a Alaior i Es Migjorn Gran dimitiren acusant el president del partit d'haver-los inclòs a les llistes sense la seva autorització. El 2007 va donar suport la plataforma aragonesa No Hablamos Catalán.

## Resultats Electorals
| Elecció                                     | Any  | Circumscripció | Vots obtinguts                               | Percentatge damunt vots vàlids                              |
| ------------------------------------------- | ---- | --- | -------------------------------------------- | ----------------------------------------------------------- |
| Eleccions al Parlament de les Illes Balears | 2007 | Mallorca | 689 vots                                     | 0,20%                                                       |
| Consell Insular de Mallorca                 | 2007 | Mallorca | 636 vots                                     | 0,19%                                                       |
| Eleccions municipals                        | 2007 | Andratx Palma (Mallorca)                                                                                               | 194 vots 315                                 | 4'32% 0'22%                                                 |
| Eleccions generals espanyoles               | 2004 | Illes Balears (Congrés)                                                                                                | 411 vots                                     | 0'09%                                                       |
| Eleccions generals espanyoles               | 2004 | Menorca (Senat) | Vicente Garau Juan: 98 vots                  | 0'24%                                                       |
| Eleccions al Parlament de les Illes Balears | 2003 | Menorca | 130 vots                                     | 0,35%                                                       |
| Eleccions municipals                        | 2003 | Alaior Ciutadella Es Castell Es Mercadal Es Migjorn Gran Ferreries Maó Sant Lluís (Menorca)                            | 11 vots 47 30 10 1 8 32 11                   | 0'26% 0'41% 1'03% 0'56% 0'13% 0'32% 0'29% 0'48%             |
| Eleccions generals espanyoles               | 2000 | Illes Balears (Congrés)                                                                                                | 524 vots                                     | 0,13%                                                       |
| Eleccions generals espanyoles               | 2000 | Mallorca (Senat) | David Gil: 516 vots Javier de Juan: 317 vots | 0'09% 0'06%                                                 |
| Eleccions generals espanyoles               | 2000 | Menorca (Senat) | Vicente Garau: 580 vots                      | 1'72 %                                                      |
| Eleccions al Parlament de les Illes Balears | 1999 | Menorca | 576 vots                                     | 1,74%                                                       |
| Eleccions municipals                        | 1999 | Montuïri Palma (Mallorca)* Alaior Ciutadella Es Castell Es Mercadal Es Mitjorn Gran Ferreries Maó Sant Lluís (Menorca) | 30 vots 927 27 184 99 71 6 7 158 18          | 1'77% 0'76% 0'69% 1'75% 3'97% 4'52% 0'78% 0'30% 1'58% 1'00% |

Nota: A Palma el 1999 es varen presentar com a Coalició del Pueblo Balear